# Armeria muelleri
Arméria de Müller, Armérie de Müller, Armérie de Mueller
Espèce
Classification phylogénétique
Armeria muelleri est une espèce de plante à fleur de la famille des Plumbaginaceae, endémique des Pyrénées.

## Taxonomie
L'espèce Armeria muelleri est décrite par Alfred Huet du Pavillon (1829-1907) en 1853 d'après un spécimen récolté en 1852 dans les environs du pic du Canigou (2 784 m) lors d'un voyage en Languedoc et dans les Pyrénées. Le nom est d'abord orthographié Armeria mulleri, puis devient Armeria muelleri, Mueller étant l'équivalent de Müller. L'espèce est dédiée au botaniste suisse Jean Müller, venu herboriser dans le Midi de la France en 1851.
Synonymes
- Armeria alpina subsp. muelleri (A.L.P.Huet) Malag., 1968
- Armeria alpina var. muelleri (A.L.P.Huet) Nyman, 1881
- Armeria halleri subsp. muelleri (A.L.P.Huet) Rouy, 1892
- Armeria maritima subsp. muelleri (Huet) O.Bolòs & Vigo
- Armeria maritima subsp. salvadorii (Bernis) Malag., 1976
- Armeria maritima var. minor Rouy, 1892
- Armeria mulleri Huet, 1853
- Armeria muelleri var. minor Rouy, 1902
- Statice armeria subsp. muelleri (Huet) P.Fourn., 1937
- Statice muelleri (Huet) P.Fourn., 1937

Armeria muelleri est le nom majoritairement accepté, mais certaines bases de données considèrent parfois ce nom comme le basionyme de Statice muelleri.

## Distribution
Armeria muelleri est originaire de la partie orientale des Pyrénées, et est présente principalement dans les Pyrénées-Orientales, dans le nord de la Catalogne et en Andorre.

## Description

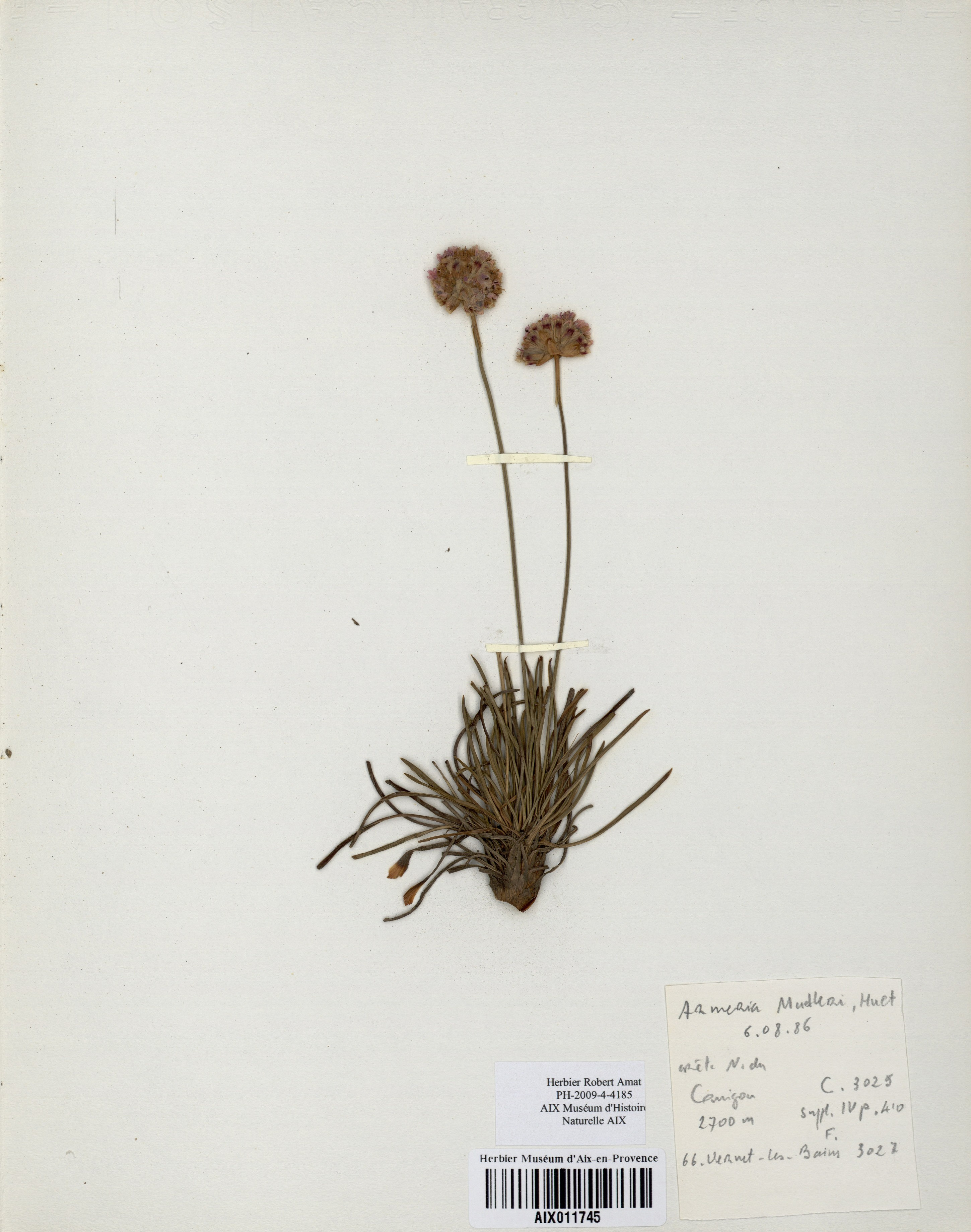
Exemplaire récolté en 1986 à 2700 m près du sommet du Canigou.

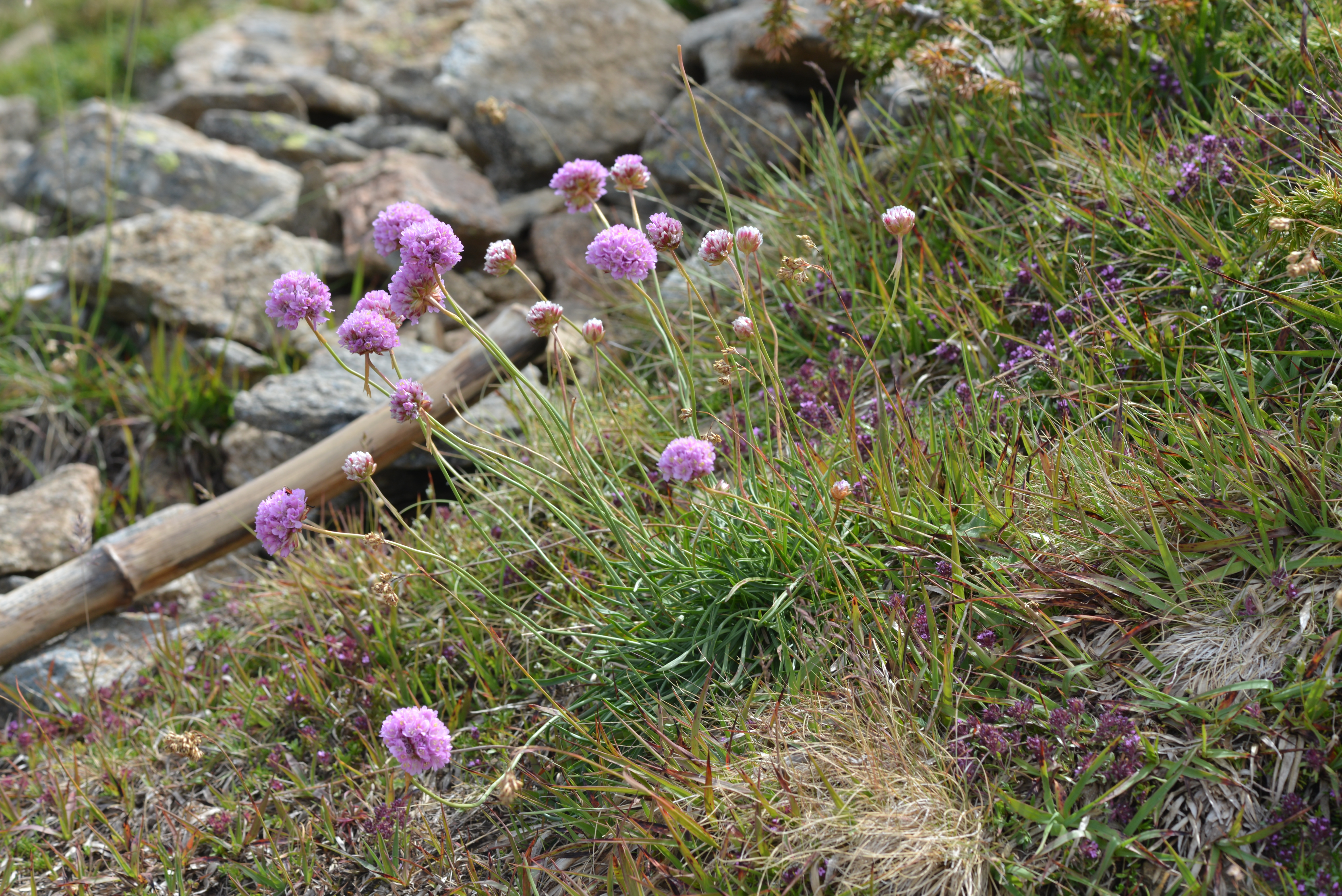
Armeria muelleri sur les pentes du Cambre d'Ase, juillet 2021.

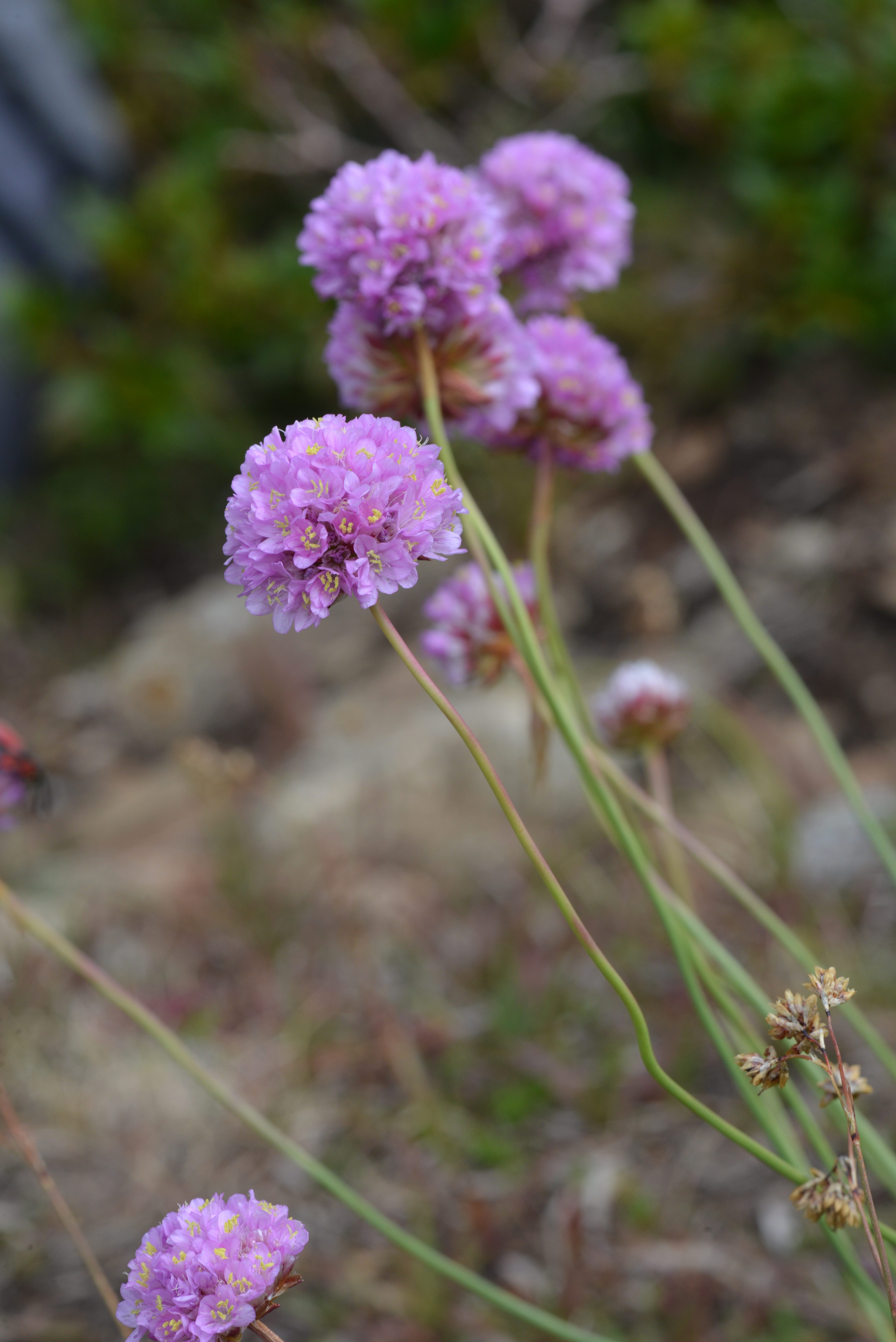
Armeria muelleri sur les pentes du Cambre d'Ase, juillet 2021.

En 1912, Charles Flahaut (1852-1935) en donne la description suivante :
« Plante vivant plusieurs années, à racine allongée, à souche ligneuse, courte et ramifiée, sans poils ; feuilles planes ; étroites presque filiformes, molles, à une seule nervure ; tiges florales grêles ; fleurs réunies en capitule large de 18-20 mill., enveloppé, pendant son développement , par une gaine qui reste plus longue que lui au moment de la floraison ; involucre formé de folioles extérieures plus petites que les intérieures, ovales étroites, écailleuses et terminées en pointe, de couleur fauve ; calice marqué de côtes et terminé brusquement en pointes. Corolle rose vif. Fleurit en été. »
En 1853, Alfred Huet du Pavillon décrit l'espèce comme une plante vivace, d'une hauteur de 20 à 30 cm. En plus de sa description complète en latin, il donne plusieurs clefs afin de la distinguer d'espèces proches. Elle diffère :
- de l'Armérie maritime « par le tube du calice ; de beaucoup plus long que le pédicule, par la hauteur de ses scapes, etc. » ;
- de l'Armérie du Roussillon « par ses feuilles molles, non mucronées ; par la hauteur de ses scapes ; par ses capitules plus petits et plus denses » ;
- de l'Armeria multiceps « par les limbes du calice  plus courts ou égaux au tube ; par ses feuilles non mucronées, non cartilagineuses, ni transparentes sur ses bords, etc. » ;
- de l'Armeria juncea (synonyme de l'Armeria girardii)[7] « par ses feuilles uniformes uninerviées, non ciliées ; les intérieures non canaliculées dans leur moitié inférieure, toutes obtuses ; scapes plus élevées ; fleurs plus foncées » ;
- de l'Armeria majellensis (synonyme de l'Armeria canescens subsp. nebrodensis)[8], « par les folioles extérieures extérieures de son involucre plus petites que les intérieures, toutes plus ou moins scarieuses sur les bords par les sillons du calice, velus ainsi que les côtes qui les égalent ; par ses feuilles uniformes, etc. ».

## Habitat
L'espèce Armeria muelleri se rencontre dans les pelouses et rochers siliceux de l'étage alpin, entre 2 300 m et 2 900 m d'altitude.
En 1934, Léon Conill cite Armeria muelleri parmi les 80 espèces de phanérogames que l'on peut trouver dans le massif du Canigou entre 2 700 m et son sommet à 2 784 m.
De par son habitat montagneux riche en métaux, Armeria muelleri a développé des capacités qui en font une espèce métallophyte, ayant un potentiel de plante bioindicatrice. Elle peut accumuler des métaux lourds dans ses racines, ses tiges ou ses feuilles, mais pas dans ses fleurs où, alors, un taux trop important diminue la qualité du pollen,.

## Protection
L'espèce Armeria muelleri ne figure pas sur la liste rouge de l'UICN. Néanmoins, une étude de 1998 sur les espèces endémiques, rares ou menacées de la flore de Catalogne, appliquant les mêmes critères que l'UICN, a évalué son statut de conservation comme espèce quasi menacée (NT, Near threatened), donc avec « probabilité d'être en danger dans un futur proche ». Une étude similaire de 2013 présentant une liste des plantes menacées dans la région Midi-Pyrénées la classe comme espèce vulnérable (VU), avec « haut risque de mise en danger ».
Armeria muelleri est menacée par le réchauffement climatique qui, à terme, risque de réduire drastiquement la surface de l'étage alpin, sur laquelle elle vit, pour la transformer en étage subalpin. Elle sera obligée alors de se rapprocher toujours plus des sommets les plus élevés.